# درک دانکن
درک دانکن (انگلیسی: Derek Duncan؛ زادهٔ ۲۳ آوریل ۱۹۸۷) بازیکن فوتبال اهل بریتانیا است.
از باشگاه‌هایی که در آن بازی کرده‌است می‌توان به باشگاه فوتبال میدنهد یونایتد، باشگاه فوتبال ووکینگ، باشگاه فوتبال تامسمید تاون، باشگاه فوتبال ای‌اف‌سی ویمبلدون، باشگاه فوتبال ابسفلیت یونایتد، باشگاه فوتبال گرایس اتلتیک، باشگاه فوتبال لوس، باشگاه فوتبال وایکام واندررز، و باشگاه فوتبال لیتون اورینت اشاره کرد.